# Любомирівка (Курська область)
Любомирівка (рос. Любомировка) — присілок в Льговському районі Курської області Російської Федерації.
Населення становить 70 осіб. Входить до складу муніципального утворення Вишньодеревенська сільрада.

## Історія
Населений пункт розташований на території українського етнічного та культурного краю Східна Слобожанщина.
Від 2004 року входить до складу муніципального утворення Вишньодеревенська сільрада.

## Населення
| 2002 | 2010 |
| ---- | ---- |
| 129  | ↘70  |